# 沉重蕈珊瑚
沉重蕈珊瑚（学名：Fungia (Pleuractis）为蕈珊瑚科蕈珊瑚屬下的一个种。